# Schleswig-Holsteinische Anzeigen
Schleswig-Holsteinische Anzeigen er en månedlig udgivelse fra justitstsministeriet i den tyske delstat Slesvig-Holsten. Bladet rummer officielle bekendtgørelser.
Publikationen blev grundlagt i 1750 og er således den ældste udgivelse i Slesvig-Holsten. 